# Xã Green, Quận Ross, Ohio
Xã Green (tiếng Anh: Green Township) là một xã thuộc quận Ross, tiểu bang Ohio, Hoa Kỳ. Năm 2010, dân số của xã này là 4.918 người.